# Europäischer Filmpreis 2001
Die 14. Verleihung des Europäischen Filmpreises fand am 1. Dezember 2001 erneut in der deutschen Hauptstadt Berlin statt. Es war die erste Veranstaltung im neu eröffneten Tempodrom.

## Nominierungen und Sieger

### Beste Darstellerin
Die Klavierspielerin – Isabelle Huppert

### Beste Regie
Die fabelhafte Welt der Amélie – Jean-Pierre Jeunet

### Bester Film
Die fabelhafte Welt der Amélie

### Bester Darsteller
Sexy Beast – Ben Kingsley

### Bestes Drehbuch
No Man’s Land – Danis Tanović

### Beste Kamera
Die fabelhafte Welt der Amélie – Bruno Delbonnel

### Bester Kurzfilm
Je t’aime John Wayne

### Beste europäische Leistung im Weltkino
Ewan McGregor

### Bester nicht-europäischer Film
Moulin Rouge

### Bester Dokumentarfilm
Black Box BRD

### Lebenswerk
Monty Python

### Bester Nachwuchsfilm
El Bola

### FIPRESCI-Preis
Die Stadt frisst ihre Kinder (La ville est tranquille) – Robert Guédiguian

### Jameson-Publikumspreis
Beste Darstellerin – Juliette Binoche
Bester Darsteller – Colin Firth

### Europäischer Publikumspreis
Bester Regisseur – Jean-Pierre Jeunet

## Einzelbelege
- FAZ vom 30. November 2001